# 小川一雄
小川 一雄（おがわ かずお、1901年（明治34年）9月2日 - 1971年（昭和46年））は、昭和時代の政治家。長野県諏訪郡ちの町長、茅野市長。

## 経歴・人物
長野県諏訪郡永明村（現・茅野市）に生まれる。1919年（大正8年）湖畔学堂を卒業、富士見銀行に入社する。ついで、永明村収入役を経て、1949年（昭和24年）ちの町助役、同町長を歴任し、1955年（昭和30年）に茅野町が成立すると同町長に就任した。この間、諏訪郡町村会長、諏訪耕地協会長を兼任し、1958年（昭和33年）茅野市が発足すると、同市長となり1967年（昭和42年）4月まで3期務めた。
市長在任中には、道路整備、学校施設の整備、市民会館（現在の茅野市民館の前身）着工などの施策を進め、茅野市森林組合長、長野県国民健康保険連合会副理事長、諏訪林業振興会長、諏訪郡市水道研究会会長、茅野市観光連盟会長、茅野市農業共済組合長、諏訪土木振興会長、八ヶ岳中信高原国定公園協議会長などの要職を兼任。
茅野市役所前に彫刻家の小川由加里作(茅野市美術協会創立者)「初代市長　小川一雄像」がある。